# Faustina (starší)
Annia Galeria Faustina, někdy také Faustina I. (Latinskyː Faustina Major; 16. února 100 – říjen nebo listopad 140) byla římskou císařovnou a manželkou římského císaře Antonina Pia. Zemřela brzy po nástupu svého manžela na trůn, ale nadále byla připomínána jako prominentní diva, posmrtně hrála symbolickou roli v režimu Antonia Pia.

## Mládí
Faustina byla jedinou známou dcerou konzula a prefekta Marca Annia Vera a Rupilie Faustiny. Jejími bratry byli konzul Marcus Annius Libo a praetor Marcus Annius Verus. Jejími tetami z matčiny strany byly římské císařovny Vibia Sabina a Matidia Minor. Dědeček z otcovy strany se jmenoval Marcus Annius Verus stejně jako její otec, zatímco prarodiče z matčiny strany byli Salonia Matidia (neteř císaře Traiana) a konzul Libo Rupilius Frugi.
Faustina se narodila a vyrůstala v Římě.
Jako soukromá občanka se Faustina mezi lety 110 a 115 provdala za Antonia Pia. Jejich manželství bylo velmi šťastné. měli spolu čtyři děti, dva syny a dvě dceryː
- Marcus Aurelius Fulvius Antoninus (zemřel před rokem 138); jeho náhrobek byl nalezen v Hadriánově mauzoleu v Římě.
- Marcus Galerius Aurelius Antoninus (zemřel před rokem 138); jeho náhrobek byl nalezen v Hadriánově mauzoleu v Římě. Připomíná ho vysoce kvalitní série bronzových mincí, které mohly být vyraženy v Římě, ačkoli jejich nápis je řecky.
- Aurelia Fadilla (zemřela v roce 135); provdala se za Aeliua Lamia Silvanua nebo Syllana. S manželem zřejmě neměla žádné potomky, v Itálii byl nalezen její náhrobek.
- Annia Galeria Faustina Minor nebo Faustina mladší (mezi lety 125-130 – 175), budoucí římská císařovna; provdala se za svého bratrance, budoucího římského císaře Marca Aurelia. Byla jediným dítětem, které se dožilo nástupu svých rodičů na trůn.

Podle Historia Augusta se objevovaly řeči, že zatímco byl Antonius prokonzulem Asie, se Faustina chovala s "nadměrnou upřímností a lehkomyslností".

## Císařovna
10. července 138 se po smrti jejího strýce, císaře Hadriana, stal její manžel, jako Hadrianův adoptivní syn a dědic, císařem. Faustina se stala císařovnou a senát jí udělil titul Augusta. Jako císařovna byla velmi respektovaná a proslulá svou krásou a moudrostí. Během svého života, jako soukromá občanka i císařovna, se Faustina podílela na pomoci charitativním organizacím pro chudé a sponzorování a pomoci při vzdělávání římských dětí, zejména dívek.
Po nástupu Antonia Pia pár nikdy neopustil Itálii; místo toho rozdělil svůj čas na Řím, Antoniovo oblíbené panství Lorium a ostatní pozemky Lanuvium, Tusculum a Signia.
Faustinin osobní styl byl hodně obdivován a napodobován. Její charakteristický účes, skládající se z opletů, které se stáhly zpátky do špičky za hlavou, byly v římském světě napodobovány po dvě nebo tři další generace.

## Úmrtí
Faustina zemřela u Říma v roce 140. Antonius byl zdrcen její smrtí a podnikl několik kroků k uctění její památky. Senát ji zbožňoval a věnoval ji Faustinský chrám v Římském fóru. Faustinin posmrtný kult byl výjimečně rozšířený a její obraz byl za vlády Antonia Pia všudypřítomný.